# Hippomaneae
Hippomaneae es una tribu botánica de la familia de las Euphorbiaceae. Comprende 2 subtribus y 33 géneros.

## Subtribus y géneros
| Subtribe Carumbiinae Omalanthus Subtribe Hippomaninae Actinostemon Adenopeltis Anomostachys Balakata Bonania Colliguaja Conosapium Dalembertia Dendrocousinsia Dendrothrix Ditrysinia Duvigneaudia Excoecaria Falconeria Grimmeodendron | Gymnanthes Hippomane Mabea Maprounea Neoshirakia Pleradenophora Pseudosenefeldera Rhodothyrsus Sapium Sclerocroton Sebastiania Senefeldera Senefelderopsis Spegazziniophytum Spirostachys Stillingia Triadica |